# NexGen
 (décembre 2017).
Si vous disposez d'ouvrages ou d'articles de référence ou si vous connaissez des sites web de qualité traitant du thème abordé ici, merci de compléter l'article en donnant les références utiles à sa vérifiabilité et en les liant à la section « Notes et références ».
NexGen, basée à Milpitas en Californie, était une société privée de semi-conducteurs spécialisée dans la conception de microprocesseurs x86 jusqu'à son rachat par AMD en 1996.   
NexGen fonctionnait selon un modèle fabless, c'est-à-dire qu'elle concevait des puces sans les fabriquer elle-même. La production de ses puces était confiée à la division Microelectronics d'IBM.  
La société était surtout connue pour l'implémentation unique de l'architecture x86 dans ses processeurs. Les processeurs de NexGen ont été conçus différemment des autres processeurs basés sur l'ensemble d'instructions x86 de l'époque: le processeur traduirait du code conçu pour fonctionner sur l'architecture x86 basée sur CISC traditionnelle pour fonctionner sur l'architecture RISC interne de la puce. L'architecture a été utilisée dans des puces AMD plus récentes telles que le K6 , et dans une certaine mesure la plupart des processeurs x86 implémentent aujourd'hui une architecture « hybride » similaire à celles utilisées dans les processeurs NexGen.
Il est devenu public en 1994 et a été acheté par AMD en 1995 pour 850 millions de dollars. La technologie constitue l'architecture de la plate-forme pour tous les microprocesseurs actuels d'AMD. Il s'agissait d'une start-up inhabituelle en son temps puisque le financement initial provenait d'investisseurs corporatifs, Compaq et Olivetti , rejoints dans un tour ultérieur par la société de capital-risque Kleiner Perkins.

## Histoire
La société a été fondée en 1986 par Thampy Thomas, étant financé par Compaq, ASCII et Kleiner Perkins. Son premier design était destiné à la génération de processeurs 80386. Mais le design était si grand et compliqué qu'il ne pouvait être mis en œuvre en utilisant huit puces au lieu d'un et au moment où il était prêt, l'industrie est passée à la génération 80486.
Son deuxième processeur, le Nx586, a été introduit en 1994. Il a été le premier processeur à rivaliser directement avec le Pentium d'Intel , avec ses processeurs Nx586-P80 et Nx586-P90. Contrairement aux puces concurrentes d'AMD et de Cyrix, le Nx586 n'était pas compatible avec le Pentium ou toute autre puce Intel et nécessitait sa propre carte-mère et son chipset NxVL. NexGen proposait à la fois une carte mère VLB et PCI pour les puces Nx586.
Comme les processeurs Pentium de AMD et Cyrix, l'horloge pour l'horloge était plus efficace que le Pentium, donc le P80 fonctionnait à 75 MHz et le P90 fonctionnait à 83,3 MHz. Malheureusement pour NexGen, il a mesuré ses performances par rapport à un Pentium en utilisant un chipset précoce; les améliorations incluses dans le premier chipset Triton d'Intel ont augmenté les performances du Pentium par rapport au Nx586 et NexGen a eu du mal à suivre. De plus, les PC ont identifié le Nx586 comme un processeur 80386. Par conséquent, de nombreuses applications nécessitant un processeur plus rapide qu'un processeur 386 ne fonctionneront pas à moins que le logiciel d'identification du processeur ne soit actif. Contrairement au Pentium, le Nx586 n'avait pas de coprocesseur mathématique intégré; un Nx587 en option a fourni cette fonctionnalité.
Plus tard Nx586, un coprocesseur mathématique x87 a été inclus sur puce.  Utilisant la technologie de module multipuce d'IBM (MCM), NexGen a combiné les dies 586 et 587 dans un paquet simple. Le nouveau dispositif, qui utilisait le même brochage que son prédécesseur, a été commercialisé sous le nom de Nx586-PF100 pour le distinguer du Nx586-P100 sans FPU.
Compaq, qui avait soutenu financièrement l'entreprise, annonça son intention d'utiliser le Nx586 et même le nom «Pentium» de sa documentation sur les produits, démos et boîtes, en substituant le surnom «586», mais n'utilisa jamais la puce de NexGen.
AMD a acheté NexGen lorsque la puce K5 d'AMD n'a pas répondu aux attentes de performance et de vente.